# Stanley Smyth Flower
Stanley Smyth Flower (1er août 1871 - 3 février 1946) est un officier de l'armée britannique, conseiller scientifique, administrateur, zoologiste et écologiste ,.

## Premières années

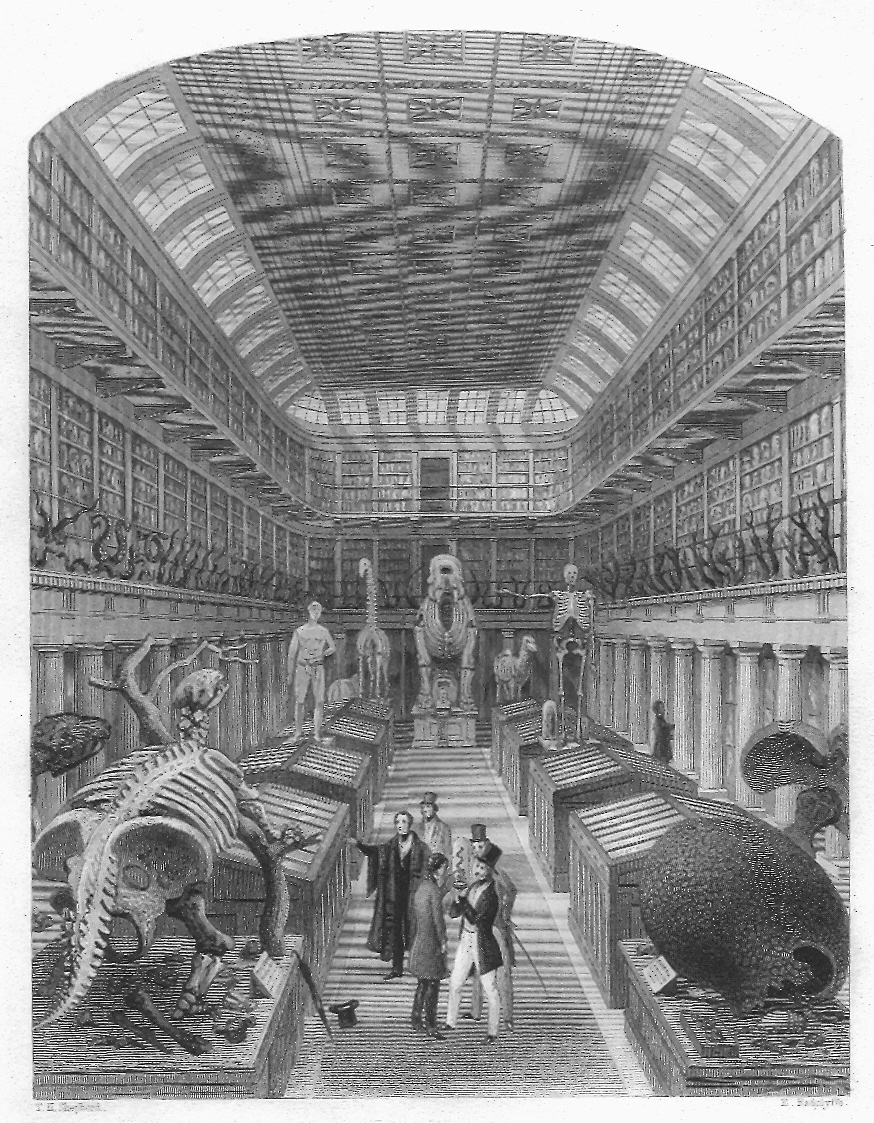
La salle d'exposition principale du Hunterian Museum en 1853

Deuxième fils de William Henry Flower et de son épouse Georgiana Rosetta, fille de l'amiral William Henry Smyth, il est né le 1er août 1871 au musée du Collège royal de chirurgie dont son père est alors conservateur, et est baptisé à l'Église Sainte-Croix d'Oxford le 3 septembre 1871 . Il est le cousin germain de Sir Archibald Dennis Flower, chef de la brasserie familiale, de Nevill Smyth, et Robert Baden-Powell, fondateur du mouvement Scout. S'intéressant très tôt à l'histoire naturelle, il se rend régulièrement dès l'âge de onze ans aux réunions de la Société zoologique de Londres avec son père. Après avoir fréquenté le Wellington College, Berkshire, il étudie au King's College de Londres et rejoint les Artists' Rifles.

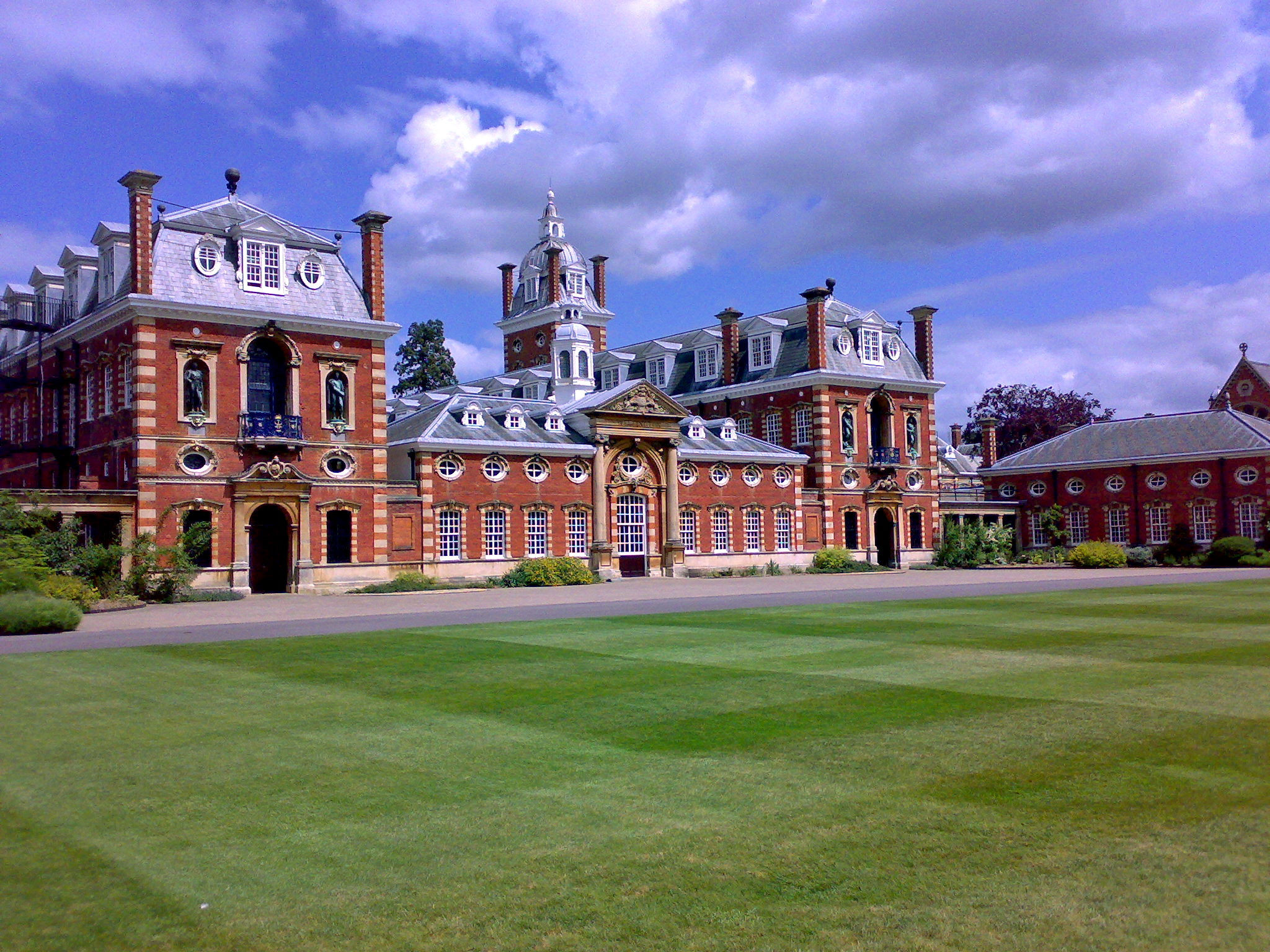
Collège Wellington, Berkshire

En 1890, il rejoint les Northumberland Fusiliers, où il reçoit une commission régulière de sous-lieutenant le 23 avril 1893, et est promu lieutenant le 19 décembre 1893 . Avec son régiment, il se rend en Inde et dans les Établissements des détroits, où il étudie la faune.

## Carrière scientifique
En 1896, le gouvernement du Siam cherche un conseiller scientifique pour gérer les collections du Musée royal et il obtient le poste.

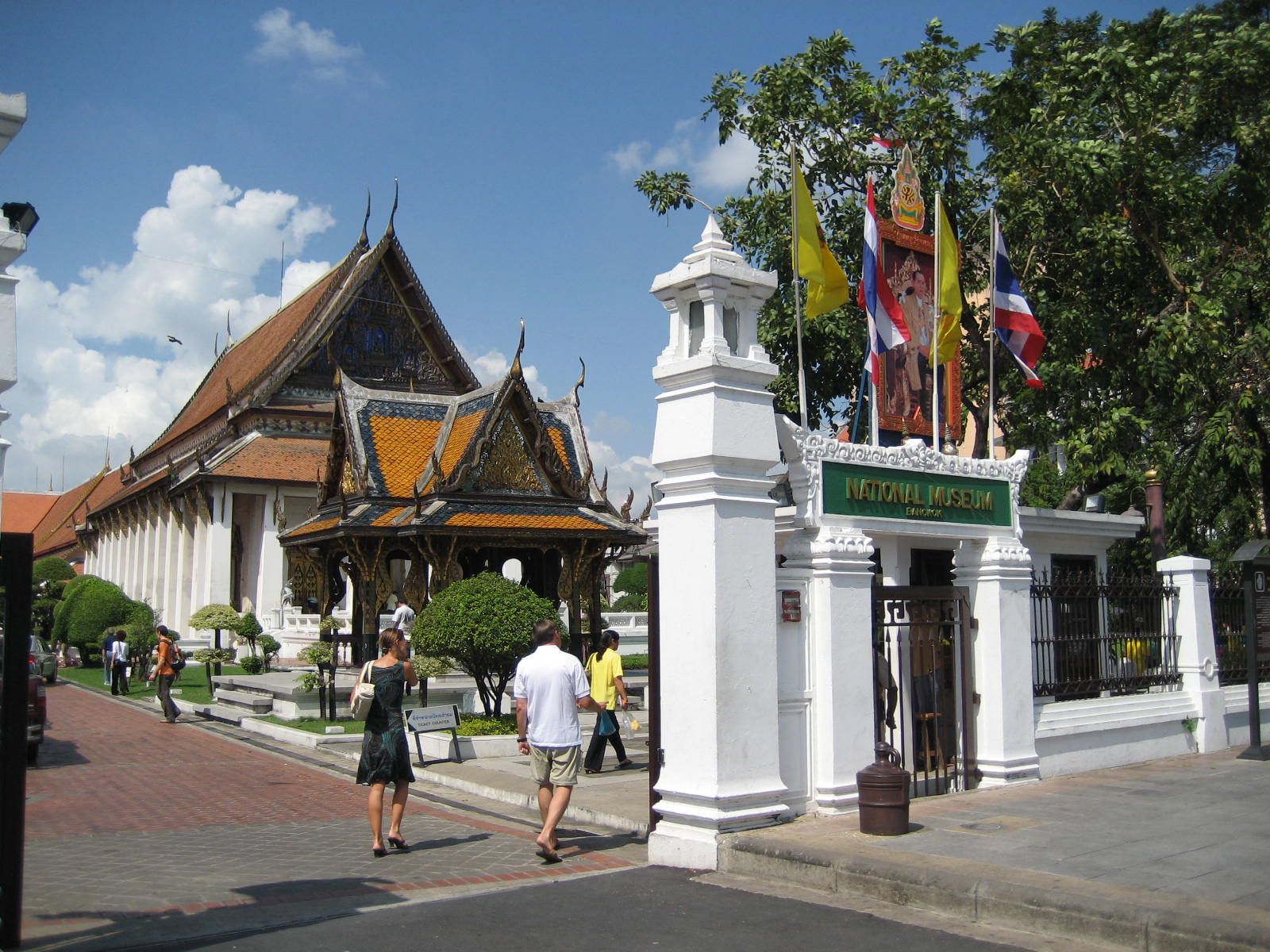
Musée national de Bangkok

Autorisé par l'armée britannique, il épouse sa fiancée et tous deux partent pour Bangkok. Pendant leur séjour, ils font plusieurs voyages au Siam et dans la péninsule malaise pour étudier la faune vertébrée. Un serpent qu'il y recueille est nommé Typhlops floweri d'après lui par George Albert Boulenger ,. En 1898, le gouvernement égyptien sous Lord Cromer veut nommer un directeur des jardins zoologiques de Gizeh et il obtient le poste, qu'il occupe jusqu'à sa retraite.

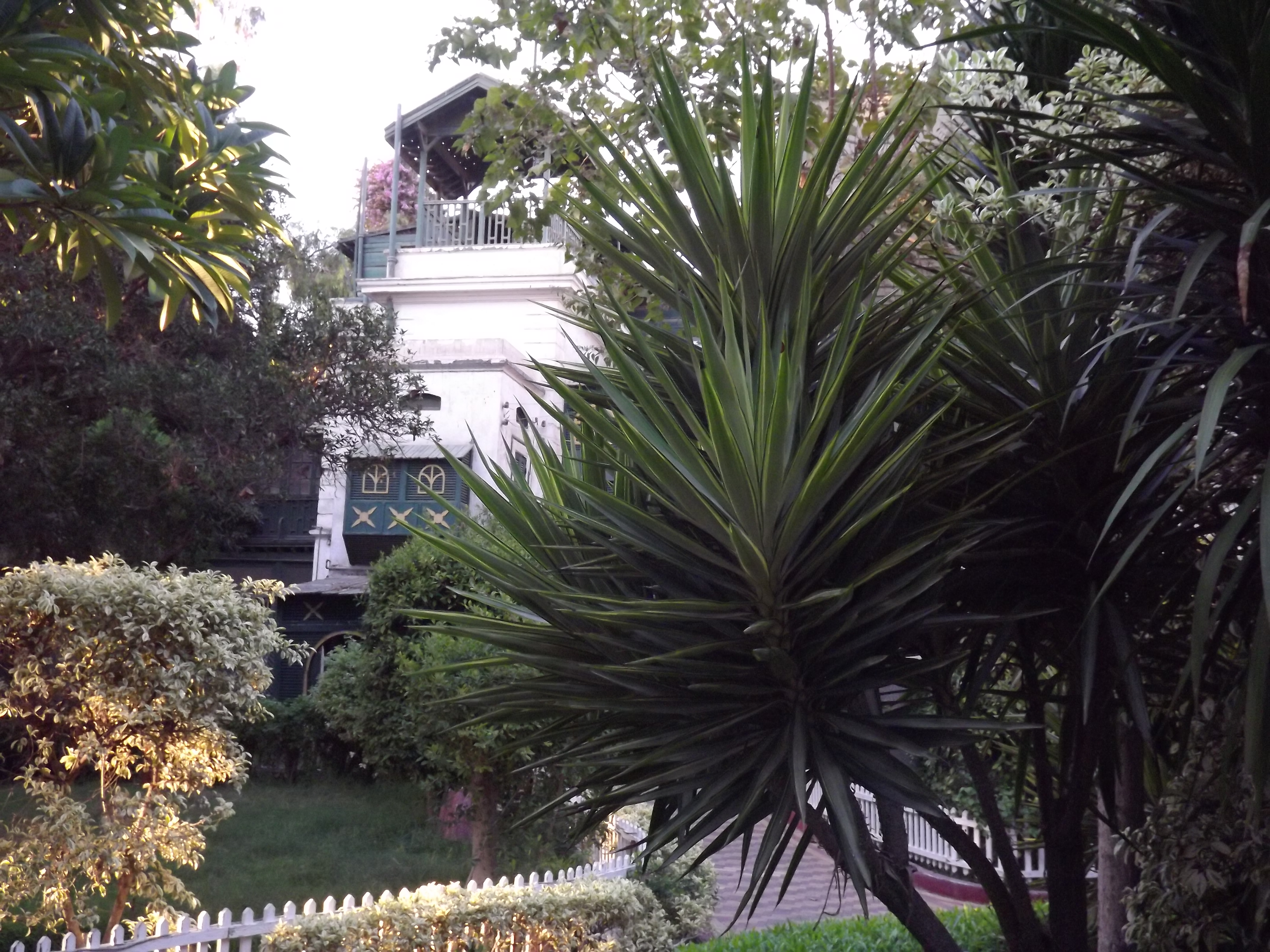
Maison du directeur du zoo de Gizeh

Alors qu'il est encore en congé de son régiment, il est promu capitaine le 17 février 1900.
En 1913, le feld-maréchal Kitchener l'envoie en Inde pour rendre compte des collections d'animaux sauvages détenus en captivité là-bas. Dans une lettre d'Égypte cette année-là, Rudyard Kipling écrit que Flower est "l'un des hommes les plus intéressants que j'aie jamais rencontrés". 

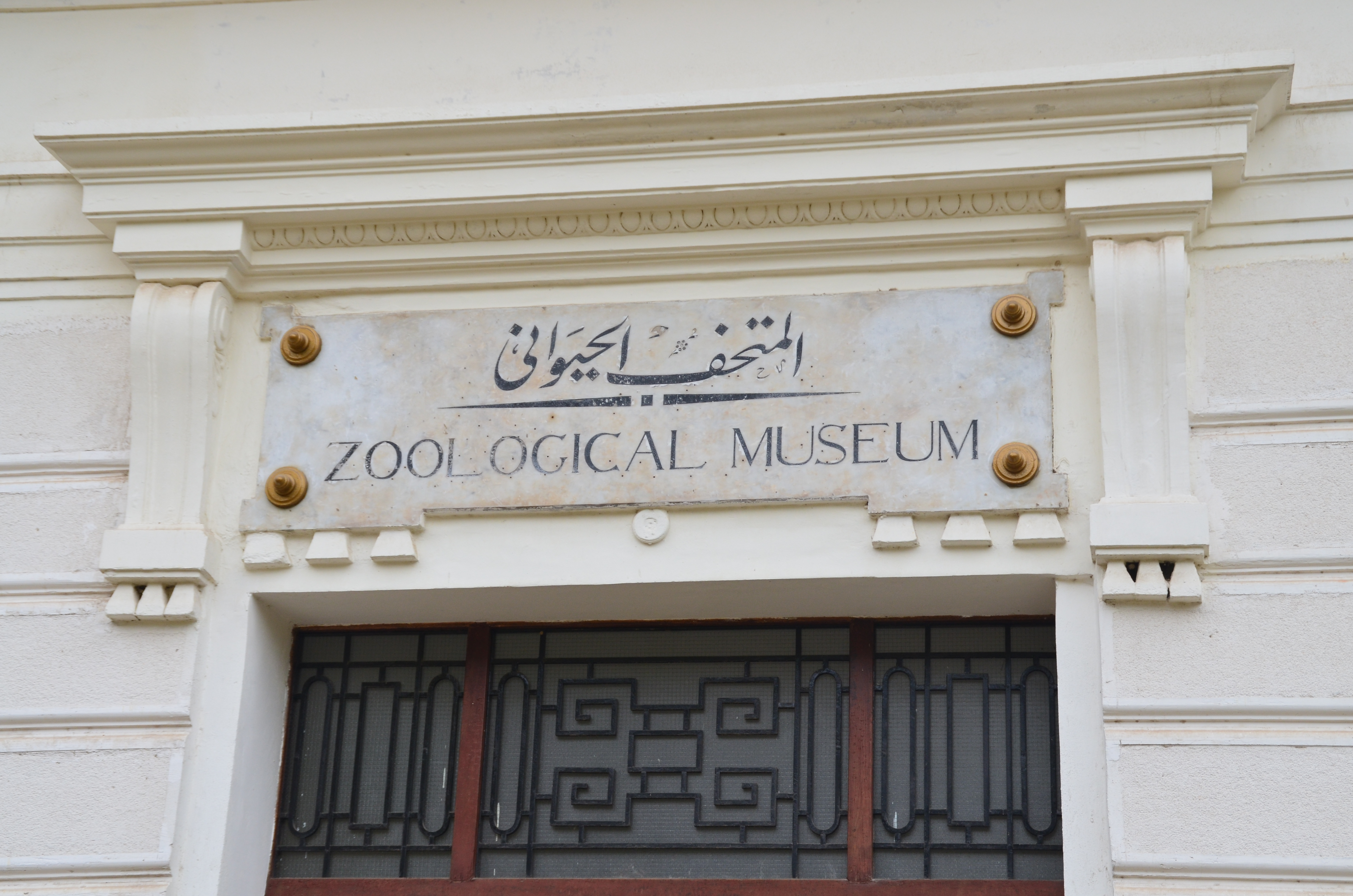
Musée zoologique du zoo de Gizeh

Pendant son séjour en Égypte, il organise le musée zoologique dans un bâtiment du zoo de Gizeh, lance le jardin des poissons avec aquarium sur l'île de Gezira et est nommé garde forestier de l'Afrique centrale. En plus d'établir et d'appliquer des lois sur le gibier en Égypte et au Soudan, il est actif à la fois dans l'identification d'espèces inconnues et la conservation d'espèces connues en péril. On lui attribue la préservation de l'aigrette, menacée d'extinction pour ses plumes, qui est protégée par la loi en Égypte à partir de 1912 .

## Première Guerre mondiale
Rappelé dans l'armée britannique le 5 novembre 1914, sa connaissance de l'Égypte et de ses animaux est utilisée pour mettre en place et diriger l'Egyptian Camel Transport Corps, une unité logistique qui transporte une grande partie des fournitures nécessaires aux forces de l'Empire britannique combattant l'Empire ottoman dans la Campagne du Sinaï et de la Palestine.
Une fois les Turcs battus à la fin de 1918, les Égyptiens se soulèvent contre la domination britannique lors de la révolution égyptienne de 1919. Agissant en tant qu'inspecteur de l'intérieur et en tant qu'officier politique, il maintient l'ordre à Gizeh et pour son rôle dans ce conflit est nommé à l'Ordre de l'Empire britannique.
En avril 1924, sa santé se détériorant, il démissionne de son poste et avec sa femme retourne en Angleterre pour s'installer près de Tring, où il poursuit ses études au Walter Rothschild Zoological Museum. Pendant sa retraite, il visite de nombreux zoos à travers le monde et écrit de nombreux articles sur les mammifères, les oiseaux, les reptiles, les poissons et les amphibiens d'Égypte ainsi que sur la longévité des animaux. Il est vice-président de la Zoological Society of London de 1927 à 1929 et président du British Ornithologists' Club de 1930 à 1933 .

## Famille
Le 30 septembre 1896 à Worplesdon dans le Surrey, il épouse Sibylla Maria Peckham Wallace, connue sous le nom de Sybil (1876–1938), la fille aînée de Charles William Napier Wallace (1849–1910), petit-fils du général Peter Margetson Wallace, et sa première épouse Frances Henrietta Peckham (1847–1893), petite-fille de l'évêque Robert James Carr.
- Rosalie Sybil, n. décédé le 20 juillet 1897 en Thaïlande ; épouse William Llewellyn Aplin Harrison (deux filles);, 15 avril 1918; décédé en 1982
- Guillaume Stanley, n. 23 novembre 1902
- Henri Stanley, n. 10 août 1904 ; marié avec trois filles
- Lillian Stanley (connue sous le nom de Lilla), née le 3 septembre 1906 au zoo de Gizeh, au Caire ; mariée à Edward Charles O'Maley Bethune (deux fils et deux filles); décédée le 15 juillet 1992 à Oxford

Après la mort de sa première femme, le 4 mai 1939, il épouse Charlotte Dorothea Rose Stewart (1889-1981). Il meurt à Tring le 3 février 1946, est enterré au cimetière de la ville .

## Publications
- Report on a zoological mission to India, 1913, Cairo, Government Press, 1914
- The principal species of birds protected by law in Egypt, giving their English, French, Arabic, and scientific names, their local status, their approximate size, and concise notes on their coloration, for purposes of identification, 1918
- List of fishes, 1901–1921, Cairo, Government Press, 1921
- List of the vertebrated animals exhibited in the gardens of the Zoological Society of London, 1828–1927, London, The Zoological Society, 1929